# Септемврийци (област Добрич)
Вижте пояснителната страница за други значения на Септемврийци.
Септемврѝйци е село в Североизточна България, община Каварна, област Добрич.

## География
Село Септемврийци се намира на около 44 km източно от областния център град Добрич и около 20 km северно от общинския център град Каварна. Разположено е в Южна Добруджа, на 15 – 16 km от границата с Румъния на север и от брега на Черно море при село Крапец – на изток. Релефът е равнинен с лек наклон на изток, надморската височина в центъра на селото при сградата на кметството е около 102 m.
През Септемврийци минава третокласният републикански път III-2961, водещ на запад през село Белгун към село Конаре, а на изток през селата Нейково, Твърдица и Божаново до връзка с първокласния републикански път I-9, който води на север към село Дуранкулак и ГКПП „Дуранкулак“, а на юг – към ГКПП Малко Търново. Общински път от Септемврийци на североизток води към село Било.
Землището на село Септемврийци граничи със землищата на: село Било на север; село Нейково на изток; село Видно на юг; село Белгун на запад; село Александър Стамболийски на северозапад.
Населението на село Септемврийци, наброявало 175 души при преброяването към 1934 г. и 184 към 1946 г., нараства рязко до 814 към 1956 г. и 888 към 1965 г., след което намалява до 507 към 1992 г. и 275 (по служебен документ на НСИ от 2022-12-31) към 2022 г.
При преброяването на населението към 1 февруари 2011 г., от обща численост 439 лица, за 149 лица е посочена принадлежност към „българска“ етническа група, за 43 – към „турска“, за 232 – „не се самоопределят“ и за 7 – „не отговорили“, а за принадлежност към „ромска“ и „други“ не са посочени конкретни данни.

## История
Селото е в България от 1878 г. до 1913 г., когато след Междусъюзническата война и последвалия Букурещки мирен договор България отстъпва на Румъния Южна Добруджа, и от 1940 г., когато Южна Добруджа е възвърната на България съгласно Крайовската спогодба. Към 1881 г. селото се нарича Делне бей кьой и има 34 жители. Преименувано е на Цар Борис през 1906 г. и на Септемврийци през 1947 г. По време на румънското управление (приблизително от 1925 до 1940 г.) селото е преименувано на Клошка.
Не е известно откога е имало училище в село Септемврийци. Началното училище „Христо Ботев“ в селото, настанено от 1958 г. в новопостроена сграда, е закрито през 2020 г. През годините сградата е поддържана с текущи ремонти, извършвани основно от колектива.
Читалището в село Септемврийци е основано през 1954 г. (според включената след 2009 г. в наименованието му „Никола Вапцаров – 1954“ година на неговото първоначално създаване). Читалището към 2016 г. разполага с библиотека от 1470 библиотечни единици и към него има изграден състав за автентичен фолклор.

## Население
Преброяване на населението през 2011 г.
Численост и дял на етническите групи според преброяването на населението през 2011 г.:
|                     | Численост | Дял (в %) |
| Общо                | 439       | 100,00    |
| Българи             | 149       | 33,94     |
| Турци               | 43        | 9,79      |
| Цигани              | 0         | 0,00      |
| Други               | 0         | 0,00      |
| Не се самоопределят | 232       | 52,84     |
| Неотговорили        | 7         | 1,59      |

## Обществени институции
Към 2024 г. село Септемврийци е център на кметство Септемврийци.
В селото към 2024 г. има действащо читалище „Никола Вапцаров – 1954“.